# Oxy-Dravit
Das Mineral Oxy-Dravit ist ein seltenes Ringsilikat aus der Turmalingruppe mit der idealisierten chemischen Zusammensetzung NaAl3(Al4Mg2+2)(Si6O18)(BO3)3(OH)3O.
Anhand äußerer Kennzeichen ist Oxy-Dravit nicht von anderen, ähnlich gefärbten, dravitischen, elbaitischen oder povondraitischen Turmalinen zu unterscheiden. Sie  kristallisieren mit trigonaler Symmetrie und bilden prismatische Kristalle von einigen Millimetern bis Zentimetern Größe. Reiner Oxy-Dravit ist farblos, kann aber durch Einbau färbender Ionen gelblich-braun (Ti4+ mit Fe2+), orange bis rot (Fe3+-Fe3+-Wechselwirkung) oder grün (Cr3+, V3+) gefärbt sein. Im Dünnschliff zeigen sie keinen bis starken Pleochroismus von orange nach rosa oder gelbgrün nach grün. Wie alle Minerale der Turmalingruppe sind sie pyroelektrisch und piezoelektrisch.
Oxy-Dravit ist nur an wenigen Fundorten weltweit zweifelsfrei nachgewiesen worden, vermutlich aber weiter verbreitet. Die Typlokalität ist ein Quarz-Muskovit-Schiefer aus Osarara im Narok County, Kenia.

## Etymologie und Geschichte
Einen der ersten Hinweise auf ein hypothetisches Oxy-Dravit-Endglied lieferte eine statistische Analyse zahlreicher Turmalinanalysen, die Foit und Rosenberg 1977 publizierten.
Der Name Oxy-Dravit wurde 1999 von Hawthorne und Henry für aluminiumreichen Dravit mit O2− statt (OH)− eingeführt und 2012 von der International Mineralogical Association (IMA) anerkannt. Eine vollständige Beschreibung des Oxi-Dravit wurde im Jahr darauf publiziert.

## Klassifikation
In der strukturellen Klassifikation der International Mineralogical Association (IMA) gehört Oxy-Dravit zusammen mit Oxy-Schörl, Maruyamait, Povondrait, Bosiit, Chromo-Alumino-Povondrait, Oxy-Chrom-Dravit, Oxy-Vanadium-Dravit, Princivalleit, Vanadio-Oxy-Chrom-Dravit und Vanadio-Oxy-Dravit zur Alkali-Untergruppe 3 der Alkaligruppe in der Turmalinobergruppe.
Die seit 2001 gültige und bislang von der IMA verwendete 9. Auflage der Strunz’schen Mineralsystematik führt den Oxy-Dravit noch als hypothetisches Endglied in der Klasse 9 der „Silikate und Germanate“ und dort in der Abteilung C der „Ringsilikate“ auf. Diese Abteilung ist weiter unterteilt nach der Größe, Verknüpfung und Verzweigung der Silikatringe, so dass das Mineral entsprechend seinem Aufbau in der Unterabteilung „K. [Si6O18]12−-Sechser-Einfachringe mit inselartigen, komplexen Anionen“ zu finden ist, wo es zusammen mit Ferri-Feruvit, Ferri-Uvit, Fluor-Chromdravit, Fluor-Schörl, Fluor-Dravit, Fluor-Elbait, Fluor-Foitit, Fluor-Mg-Foitit, Fluor-Olenit, Fluor-Rossmanit, Hydroxy-Buergerit (heute Buergerit), Hydroxy-Feruvit (heute Feruvit), Hydroxy-Liddicoatit (heute Liddicoatit), Hydroxy-Uvit (heute Uvit), Oxy-Chromdravit (heute Oxy-Chrom-Dravit), Oxy-Elbait (heute Darrellhenryit), Oxy-Ferri-Foitit, Oxy-Feruvit (heute Lucchesiit), Oxy-Foitit, Oxy-Liddicoatit, Oxy-Mg-Ferri-Foitit, Oxy-Mg-Foitit, Oxy-Rossmanit, Oxy-Schörl, Oxy-Uvit (heute Magnesio-Lucchesiit) noch zu den hypothetischen Endgliedern der „Turmalingruppe“ mit der System-Nr. 9.CK.05 gezählt wird.
Da der Oxy-Dravit erst 2012 als eigenständiges Mineral anerkannt wurde, ist er in der seit 1977 veralteten 8. Auflage der Mineralsystematik nach Strunz noch nicht verzeichnet. Einzig im Lapis-Mineralienverzeichnis nach Stefan Weiß, das sich aus Rücksicht auf private Sammler und institutionelle Sammlungen noch nach dieser alten Form der Systematik von Karl Hugo Strunz richtet, erhielt das Mineral die System- und Mineral-Nummer VIII/E.19-17. In der „Lapis-Systematik“ entspricht dies der Klasse der „Silikate und Germanate“ und dort der Abteilung der „Ringsilikate“, wobei in den Gruppen VIII/E.12 bis VIII/E.21 die Ringsilikate mit Sechserringen [Si6O18]12− eingeordnet sind. Oxy-Dravit bildet hier zusammen mit Adachiit, Bosiit, Chromdravit (heute Chrom-Dravit), Chromo-Aluminopovondrait (heute Chromo-Alumino-Povondrait), Darrellhenryit, Dravit, Elbait, Feruvit, Fluor-Buergerit, Fluor-Dravit, Fluor-Elbait, Fluor-Liddicoatit, Fluor-Schörl, Fluor-Tsilaisit, Fluor-Uvit, Foitit, Lucchesiit, Luinait-(OH) (heute diskreditiert), Magnesiofoitit, Maruyamait, Oxy-Chromdravit (heute Oxy-Chrom-Dravit), Oxy-Foitit, Oxy-Schörl, Oxy-Vanadiumdravit (heute Oxy-Vanadium-Dravit), Rossmanit, Schörl, Olenit, Povondrait, Tsilaisit, Uvit, Vanadio-Oxy-Chromdravit (heute Vanadio-Oxy-Chrom-Dravit), Vanadio-Oxy-Dravit die „Turmalin-Gruppe“ (Stand 2018).

## Chemismus
Oxy-Dravit ist das O2− Analog von Dravit bzw. das Magnesium (Mg2+)-Analog von Oxy-Schörl. Aluminium und Magnesium besetzen beide Oktaederpositionen, was zu verschiedenen Angaben für die Strukturformeln führt:
- [Z]Mg-Endglied: [X]Na[Y](Al3)[Z](Mg2+2Al4)([T]Si6O18)(BO3)3[V](OH)3[W]O, anerkanntes Endglied
- Mg-Unordnung: [X]Na[Y](Mg2+Al2)[Z](Mg2+Al5)([T]Si6O18)(BO3)3[V](OH)3[W]O, vereinfachte Strukturformel ungeordneter Oxy-Dravit
- [Y]Mg-Endglied: [X]Na[Y](Mg2Al)[Z](Al6)([T]Si6O18)(BO3)3[V](OH)3[W]O, hypothetisches Endglied,

wobei [X], [Y], [Z], [T], [V] und [W] die Positionen in der Turmalinstruktur sind. Für den Oxy-Dravit aus der Typlokalität wurde folgende Strukturformel ermittelt:
- [X](Na0,83◻0,15K0,02) [Y](Al1,34Fe3+0,58Mg2+1,03Fe2+0,03Ti0,02) [Z](Al4,95Mg1,03Fe2+0,02) [T](Si5,09Al0,02)O18(BO3)3 [V](OH)3 [W][O2−0,76(OH)0,24][5]

Die Zusammensetzung von Oxy-Dravit variiert im Wesentlichen durch die Mischkristallbildung mit verschiedenen Endgliedern, entsprechend er Austauschreaktionen:
- [Y]Al3+ = [Y]Fe3+ (Bosiit)[5]
- [Y]Al3+ = [Y]Cr3+ (Chromo-Alumino-Povondrait)
- [Y,Z]Al3+ = [Y,Z]V3+ (Vanadio-Oxy-Dravit)[7]
- [X]Na+ + [W]O2− = [X]◻ + [W](OH)− (Magnesio-Foitit)[14][6]
- [Y]Mg2+ = [Y]Fe2+ (Oxy-Schörl)[14][6]
- [W]O2− + [Y]Al3+ = [W](OH)− + [Y]Mg2+(Dravit)[14]
- [W]O2− + [Y]Al3+ = [W]F− + [Y]Mg2+ (Fluor-Dravit)[6]
- [X]Na+ + [Y,Z]2Al3+ + [W]O2− = [X]Ca2+ + [Y,Z]2Mg2+ + [W]F− (Fluor-Uvit)[6]

Die exakte Klassifizierung dravitischer Turmaline ist schwierig, da sie oft Oxy-Dravit und Magnesio-Foitit zu fast gleichen Anteilen enthalten und die (OH)-Gehalte besonders bei kleinen oder zonierten Kristallen schwierig genau zu bestimmen sind.

## Kristallstruktur
Oxy-Dravit kristallisiert mit trigonaler Symmetrie in der Raumgruppe R3m (Raumgruppen-Nr. 160) mit 3 Formeleinheiten pro Elementarzelle. Die Gitterparameter des natürlichen Mischkristalls aus Osarara sind: a = 15,9273(2) Å, c = 7,2001(1) Å.
Die Kristallstruktur ist die von Turmalin. Natrium besetzt die von 9 bis 10 Sauerstoffen umgebene X-Position, die oktaedrisch koordinierte [Y]-Position ist gemischt besetzt mit ~1 Magnesium (Mg2+) und ~2 Aluminium (Al3+) und die kleinere, ebenfalls oktaedrisch koordinierte [Z]-Position enthält ~5 Aluminium (Al3+) und ~1 Magnesium. Silizium (Si4+) besetzt die tetraedrisch koordinierte [T]-Position und die [W]-Anionenposition ist mit O2− statt (OH) besetzt.
An einem Oxy-Dravit aus Osarara (Kenya) wurden zum ersten Mal beide Wasserstoffpositionen der Turmalinstruktur direkt bestimmt. Die H3-Position liegt bei (0,26, 0,13, 0,38) und ist zu ~98% besetzt. Das Proton ist an den O3-Sauerstoff mit einem Abstand von 0,983 Å gebunden und bildet eine Wasserstoffbrückenbindung über 2,26 Å zu einem O5-Sauerstoff des Silikat-6er-Ringes. Die H1-Position liegt bei (0, 0, 0,9) und ist zu ~25% besetzt. Das Proton ist hier an den O1-Sauerstoff mit einem Abstand von 0,995 Å gebunden und bildet Wasserstoffbrückenbindungen zu einem O4-Sauerstoff (2,86 Å, ebenfalls im Silikat-6er-Ring) und einem O5-Sauerstoff (3,44 Å).

## Bildung und Fundorte
Oxy-Dravit bildet sich bevorzugt bei der Metasomatose hellglimmerhaltiger Gesteine durch borhaltige Lösungen. Zweifelsfrei identifiziert wurde Oxy-Dravit bisher nur an wenigen Fundorten.
Die Typlokalität ist ein Quarz-Muskowit-Schiefer aus Osarara im Narok County, Kenia. Hier tritt Oxy-Dravit zusammen mit Muskovit, Quarz auf.
Im Südwesten Polens, 3 km südwestlich von Kowary nahe der tschechischen Grenze, wurde gelblicher Oxy-Dravit in einem Quarz-Gang gefunden, der auf dem Pass zwischen den Gipfeln des Wołowa Góra und des Czoło im polnischen Teil des Riesengebirges ansteht. Begleitminerale sind neben Quarz und sekundären Turmalin noch Brannerit, Gersdorffit, blass gefärbte Glimmer, einem Mineral aus der Apatitgruppe, Pyrit, Pharmakosiderit und Eisenoxide.
Auf der anderen Seite der Grenze, im tschechischen Riesengebirge, enthalten die Glimmerschiefer des Krkonoše-Jizera Massivs Turmalinite aus braunem Oxy-Dravit. Begleitminerale sind Quarz, Muskowit, Chlorit und Granat. Gebildet wurde der Oxy-Dravit bei der Reaktion von Bor-reichen Lösungen mit Magnesium- und Aluminium-reichen vulkanischen Sedimenten. Bei einer späteren Metamorphose wurden dessen Randbereiche umgewandelt in Turmaline mit Zusammensetzungen zwischen Schörl-Dravit- und Foitit-Magnesio-Foitit.
Vanadium-haltige Turmaline bilden sich bei der Metamorphose von Kohlenstoff-reichen, marinen Sedimenten und finden sich zwar selten aber weltweit in Graphitschiefern- und Gneisen. Die Quarz-reichen Graphitgneise der Strážovské vrchy nahe Chvojnica (Prievidza) in der Slowakei führen durch Vanadium grün gefärbten Oxy-Dravit zusammen mit Plagioklas, Quarz, Hellglimmer (Muskovit, Roscoelith), Graphit, Almandin, Sillimanit, Pyrit und Pyrrhotin. Gebildet wurden sie bei der amphibolitfaziellen Metamorphose von Kohlenstoff- und Silicium-reichen Tiefseesedimenten.